# Jeff Sackman
Pour les articles homonymes, voir Sackman.
Jeff Sackman est un producteur canadien. Il est le PDG de ThinkFilm

## Filmographie
- 1991 : Ski School
- 1994 : Last Resort
- 1995 : When the Bullet Hits the Bone
- 1995 : Ski School 2
- 1995 : No Exit
- 1995 : Street Law
- 1996 : Specimen
- 1996 : Hostile Force (TV)
- 1996 : Le Visage du danger (Mask of Death)
- 1996 : Double face (Profile for Murder)
- 1997 : Jeu dur (Hardball)
- 1997 : Double Take
- 1997 : Bounty Hunters
- 1997 : Pièges de diamants (Exception to the Rule)
- 1997 : The Ex
- 1997 : Sale nuit (Stag)
- 1998 : Le Retour de Jack Valentine (Valentine's Day) (TV)
- 1998 : Dérapage mortel (en) (Johnny Skidmarks)
- 1998 : Jerry and Tom
- 1998 : Buffalo '66
- 1998 : L'Enfant du mal (Misbegotten)
- 1998 : Dog Park
- 1998 : I'm Losing You
- 1998 : Vig (vidéo)
- 1999 : Camp de base (The Base) (vidéo)
- 1999 : Tueur en cavale (Hitman's Run)
- 1999 : Prisoner of Love
- 2000 : American Psycho
- 2000 : Blowback
- 2000 : Sacrifice (TV)
- 2000 : The Highwayman
- 2000 : Guilty as Charged (TV)
- 2001 : Harvard Story (Harvard Man)
- 2001 : Get Well Soon
- 2002 : Punch (en)
- 2003 : The Event
- 2003 : Love, Sex and Eating the Bones
- 2005 : Murderball
- 2006 : Awesome; I Fuckin' Shot That!
- 2006 : Comeback Season